# Фусэ, Томоко
Томоко Фусэ (яп. 布施 知子 Фусэ Томоко, родилась в 1951 году в префектуре Ниигата) — японский дизайнер моделей оригами и автор множества книг, посвящённых этому искусству. Фусэ является почётным членом Британского общества оригами, OrigamiUSA и Японской ассоциации оригами (яп. 日本折紙協会).
Наиболее известны её модульные работы: шкатулки-цудзура  (яп. 葛籠, «коробка», «чемодан»), кусудамы, различные многоугольники, спирали, кольца. Однако она создаёт и классические модели, маски, игрушки.
Первая книга со схемами Фусэ вышла в 1981 году, а к 2009 году издано более шестидесяти книг, которые переводят на английский, немецкий, итальянский и корейский языки.
Томоко делает свои собственные модели с 1970 года, когда она начала учиться у мастера оригами Тоёаки Каваи. Её работы основаны на строгих математических принципах, в них не используется клей — такие модели может автоматически складывать машина.
Сейчас Фусэ живёт со своим мужем в префектуре Нагано, но часто ездит по всему миру на встречи обществ любителей оригами и принимает участие в выставках.

### На английском языке
- Tomoko Fuse. Origami Boxes. — Japan Publications Trading, 1989. — 64 p. — ISBN 9780870408212.
- Tomoko Fuse. Unit Origami: Multidimensional Transformations. — Japan Publications, 1990. — 240 p. — ISBN 9780870408526.
- Tomoko Fuse. Joyful Origami Boxes. — Japan Publications Trading, 1996. — 80 p. — ISBN 9780870409745.
- Tomoko Fuse. Simple Traditional Origami. — Kodansha Amer Inc., 1998. — 80 p. — ISBN 9784889960419.
- Tomoko Fuse. Fabulous Origami Boxes. — Japan Publications Trading, 1998. — 98 p. — ISBN 9780870409783.
- Tomoko Fuse. Quick & Easy Origami Boxes. — Japan Publications Trading, 2000. — 62 p. — ISBN 9784889960525.
- Tomoko Fuse. Home Decorating With Origami. — Japan Publications Trading, 2000. — 110 p. — ISBN 9784889960594.
- Tomoko Fuse. Origami Quilts. — Japan Publications Trading, 2001. — 90 p. — ISBN 9784889960686.
- Tomoko Fuse. Kusudama Origami. — Japan Publications Trading, 2002. — 101 p. — ISBN 9784889960877.
- Tomoko Fuse. Unit Polyhedron Origami. — Japan Publications Trading, 2006. — 99 p. — ISBN 9784889962055.
- Tomoko Fuse. Floral Origami Globes. — Japan Publications Trading, 2007. — 98 p. — ISBN 9784889962130.
- Tomoko Fuse. Origami Rings & Wreaths: A Kaleidoscope of 28 Decorative Origami Creations. — Japan Publications Trading, 2007. — 94 p. — ISBN 9784889962239.

### На японском языке
- 布施知子. 「暮しを彩る折々のおりがみ」. — 東京: いしずえ, 1994. — 62 p. — ISBN 9784900747005.
- 布施知子. 「暮しを彩る遊々のおりがみ」. — 東京: いしずえ, 1995. — 62 p. — ISBN 9784900747050.
- 布施知子. 「暮しを彩る楽々のおりがみ」. — 東京: いしずえ, 1996. — 65 p. — ISBN 9784900747104.
- 布施知子. 「暮しを彩るおりがみの贈りもの」. — 東京: いしずえ, 1997. — 66 p. — ISBN 9784900747166.
- 布施知子. 「箱バラエティー : ユニットおりがみ」. — 東京: 誠文堂新光社, 2000. — 109 p. — ISBN 9784416300206.
- 布施知子. 「つかってあそぼう : ユニットおりがみ」. — 東京: 誠文堂新光社, 2000. — 110 p. — ISBN 9784416300121.

### На немецком языке
- Tomoko Fuse. Faszinierende Origami-Schachteln. — München: Droemer Knaur, 2007. — 64 p. — ISBN 9783426645239.